# Idioma nyemba
El nyemba (o ganguela, etc) es una lengua bantú que es hablada por los enyembes de Angola y en Namibia. Su código ISO 639-3 es nba y el código en glottolog es nyem1238.

## Familia lingüística
Forma parte de las lenguas chokwe-luchazis que son lenguas bantúes del grupo K, junto con el chokwe, luvale, mbunda, nyengo, el luimbi, el nkangala , el mbwela y el luchazi . Todas ellas son lenguas bantúes centrales.
Forma parte del grupo de lenguas que han formado la nueva lengua nacional, nganguela . Es inteligible con el luchazi, el nkangala, el mbwela y el ngonzela.

## Uso
En Angola, el nyemba es hablado por 220.000 personas (ethnologue) o 351.000 personas (joshuaproject). o 351.000 persones (joshuaproject). Estos viven en el centro-sur del país, en la zona del río Cuchi , al suroeste de Cuando Cubango , al norte de Cunene y al este de Huíla .

### En namibia
Según el ethnologue, hay unos 9.500 hablantes de nyemba en Namibia (14.000 según el joshuaproject).

## Estado
El nyemba es una lengua desarrollada (EGIDS 5). Disfruta de un uso vigoroso en personas de todas las edades, tiene una literatura y forma estandarizada, aunque no es totalmente sostenible. Se escribe en alfabeto latino y tiene traducidos trozos de la Biblia . Es utilizada como segunda lengua por los hablantes del sekele , los !o!ungs .